# Oportunizm procesowy
Oportunizm procesowy – swobodne decydowanie przez organy ścigania o wszczynaniu postępowań karnych i wnoszeniu oskarżeń w sprawach o popełniane przestępstwa. Zasada oportunizmu obowiązuje we Francji, Belgii, Holandii, Danii, Norwegii, Luksemburgu, w niektórych kantonach Szwajcarii, Islandii, Egipcie, Japonii, Izraelu, na Cyprze oraz w krajach common law.
W ujęciu tradycyjnym pojęcie oportunizmu odnosi się do realizacji funkcji ścigania, a więc do tego stadium procesu, który stanowi domenę prokuratora, policji i innych organów ścigania.
Naczelną zasadę polskiego postępowania karnego stanowi zasada legalizmu, nakazująca organom procesowym bezwzględne wszczynanie i kontynuowanie ścigania karnego, jeśli ściganie z urzędu jest prawnie dopuszczalne i faktycznie zasadne. Organ powołany do ścigania przestępstw ma obowiązek wszczęcia i przeprowadzenia postępowania przygotowawczego, a oskarżyciel publiczny także do wniesienia i popierania oskarżenia – o czyn ścigany z urzędu (art. 10 § 1 k.p.k.).
Oportunizm procesowy, uznawany za przeciwieństwo legalizmu, to przyznana organowi procesowemu możliwość nie wszczynania postępowania, jeżeli wzgląd na interes publiczny czyni w danej sprawie niecelowym prowadzenie postępowania karnego z oskarżenia publicznego. Wyróżnia się oportunizm niewłaściwy - odstąpienie od ścigania karnego ze względu na małą wagę przestępstwa (minima non curat praetor) oraz oportunizm właściwy - uznanie przez organ procesowy braku celowości prowadzenia postępowania karnego bez względu na stopień ciężkości przestępstwa. Od oportunizmu właściwego i niewłaściwego należy odróżnić niedozwolony oportunizm procesowy – niestosowanie regulacji karnych przez organy ścigania ze względu na ich nieznajomość czy też uciążliwość postępowania.
Nie występują systemy prawa jednorodnie legalistyczne lub jednorodnie oportunistyczne. Jako przykład oportunizmu w polskim postępowaniu karnym można wskazać tzw. absorpcyjne umorzenie postępowania w sprawie o występek, zagrożony karą pozbawienia wolności do lat pięciu, jeżeli orzeczenie wobec oskarżonego kary byłoby oczywiście niecelowe ze względu na rodzaj i wysokość kary prawomocnie orzeczonej za inne przestępstwo, a interes pokrzywdzonego temu się nie sprzeciwia (art. 11 k.p.k.) oraz umorzenie postępowania wobec świadka koronnego.
Zaletami oportunizmu są przede wszystkim możliwość uniknięcia publicznego napiętnowania oskarżonego jawnym postępowaniem sądowym, możliwość zapewnienia współpracy ze sprawcą poprzez zaoferowanie mu jakiegoś pozytywnego programu, połączonego z możliwością wszczęcia postępowania karnego w razie braku współpracy, a także osiągnięcie oszczędności ekonomicznych i systemowych, poprzez pozostawienie kosztownych postępowań sądowych dla poważniejszych spraw i umożliwienie skupienia na nich głównej uwagi wymiaru sprawiedliwości. Z drugiej strony wskazuje się, że zasada oportunizmu może sprzyjać „zniekształceniom”, skutkującym zagrożeniem dla podstawowego prawa, jakim jest prawo do sądu.
Dozwolony oportunizm procesowy nie prowadzi do odrzucenia wartości, których ochronie służy zasada legalizmu, w tym jednakowego traktowania podejrzanych (a w konsekwencji równości wobec prawa), jawności wymiaru sprawiedliwości (zagwarantowanej w postępowaniu sądowym), która zarazem wzmacnia ochronę przed ingerencją zewnętrzną (np. polityczną) oraz realizacji prewencji ogólnej. Zasada oportunizmu opiera się na założeniu, że wskazane wartości mogą być chronione w inny sposób, przy jednoczesnym wykorzystaniu zalet oportunizmu.